# Concert hommage des 70 ans de Nelson Mandela
Le Concert hommage des 70 ans de Nelson Mandela (Nelson Mandela 70th Birthday Tribute) qui eut lieu le 11 juin 1988 au stade de Wembley à Londres fut un méga-concert de musique pop rock d'une durée de 11 heures, organisé pour demander la libération de Nelson Mandela et a été rediffusé dans 67 pays, devant une audience de 600 millions de personnes. Il a été aussi appelé Freedomfest, Free Nelson Mandela Concert et Mandela Day. Dire Straits, Sting, George Michael, Eurythmics, ou encore Eric Clapton en furent les têtes d'affiches, sans oublier les Simple Minds, qui ont à cette occasion interprété pour la première fois sur scène un titre spécialement écrit pour cet événement, intitulé Mandela Day.
Le concert a été interdit par le gouvernement de l'apartheid en Afrique du Sud. Aux États-Unis les chaînes de télévision du réseau Fox Broadcasting Company ont lourdement censuré les aspects politiques du concert,,.
Ce concert qui expose au niveau mondial la captivité de Mandela et l'oppression de l'apartheid, force selon l'ANC le régime sud-africain à libérer Mandela plus tôt que prévu. 

## Artistes et orateurs
Par ordre d'apparition :
- The Farafina Drummers
- Sting (présenté par Harry Belafonte) – If You Love Somebody Set Them Free, They Dance Alone, Every Breath You Take, Message in a Bottle
- George Michael (présenté par Lenny Henry) – Village Ghettoland, If You Were My Woman, Sexual Healing
- Sir Richard Attenborough - discours
- Whoopi Goldberg et Richard Gere - discours
- Eurythmics (présenté par Richard Gere) – I Need a Man, There Must Be an Angel (Playing with My Heart), Here Comes the Rain Again, You Have Placed a Chill in My Heart, When Tomorrow Comes, Sweet Dreams (Are Made of This), Brand New Day
- Graham Chapman - discours
- The Arnhemland Dancers
- Whoopi Goldberg - discours
- Amabutho Male Chorus
- Lenny Henry parodiant Michael Jackson
- Al Green (présenté par Lenny Henry) – Let's Stay Together
- Joe Cocker – Unchain My Heart
- Jonathan Butler - True Love Never Fails
- Freddie Jackson - Jam Tonight
- Ashford & Simpson - Ain't No Mountain High Enough
- Natalie Cole - Pink Cadillac
- Al Green, Joe Cocker, Jonathan Butler, Freddie Jackson, Ashford & Simpson, et Natalie Cole - He's Got The Whole World In His Hand, Higher and Higher
- Stephen Fry et Hugh Laurie (Stand-up, présenté par Lenny Henry)
- Tracy Chapman (1re apparition) - Why?, Behind The Wall, Talkin' Bout a Revolution
- Wet Wet Wet (présenté par Daryl Hannah) - Wishing I Was Lucky
- Tony Hadley de (Spandau Ballet) - A Harvest For The World
- Joan Armatrading - Love And Affection
- Midge Ure et Phil Collins - Peace And A Restless World
- Paul Carrack - How Long
- Fish - Kayleigh
- Paul Young - Don't Dream It's Over
- Curt Smith (de Tears for Fears) avec Phil Collins à la batterie et Midge Ure à la guitare - Everybody Wants to Rule the World
- Bryan Adams - Somebody
- Bee Gees - You Win Again, I've Gotta Get a Message to You
- Ali MacGraw et Philip Michael Thomas - Introduction for Jonas Gwangwa
- Jonas Gwangwa (en)
- Salif Keita (présenté par Lenny Henry)- Soro(Afriki)
- Youssou N’Dour - Pitche Mi
- Jackson Browne et Youssou N’Dour - When The Stone Begins To Turn
- Sly & Robbie et Aswad - Set Them Free
- Mahlathini and the Mahotella Queens
- UB40 (présenté par Gregory Hines) - Rat In My Kitchen, Red Red Wine

- UB40 et Chrissie Hynde - I Got You Babe, Breakfast In Bed, Sing Our Own Song
- Whoopi Goldberg - One Woman Show
- Tracy Chapman (2de apparition) - Fast Car, Across The Lines
- Billy Connolly - discours
- Hugh Masekela/Miriam Makeba - Soweto Blues
- Miriam Makeba - Pata Pata
- Courtney Pine & IDJ Dancers
- Simple Minds (présenté par Emily Lloyd & Denzel Washington) - Waterfront, Summertime Blues (ft. Johnny Marr), Mandela Day, Sanctify Yourself, East At Easter, Alive And Kicking
- Peter Gabriel, Simple Minds - Biko
- Steven Van Zandt, Simple Minds, David Sanborn - Sun City
- Jerry Dammers, Simple Minds - Free Nelson Mandela
- Harry Enfield (Stand-up)
- Amampondo
- Whitney Houston (présenté par Corbin Bernsen et Jennifer Beals) - Didn't We Almost Have It All, Love Will Save The Day, So Emotional, Where Do Broken Hearts Go, How Will I Know, He/I believe (Duo avec sa mère Cissy Houston), I Wanna Dance with Somebody, Greatest Love Of All

- Salt-N-Pepa (présenté par Meat Loaf) - Push It
- Derek B - Free Mandela
- Stevie Wonder - I Just Called to Say I Love You, discours, Dark 'n' Lovely
- The Fat Boys et Chubby Checker - The Twist
- Harry Enfield (Stand-up)
- Billy Connolly (Stand-up)
- Dire Straits avec Eric Clapton (guitare) (présenté par Billy Connolly) - Walk of Life, Sultans of Swing, Romeo and Juliet, Money for Nothing, Brothers in Arms, Wonderful Tonight (interprété par Eric Clapton), Solid Rock
- Jessye Norman - Amazing Grace (Finale)

Apparaissent également Grupo Experimental de Dansa, H. B. Barnum, Mick Karn, Mark Kelly, Ray Lema, et Steve Norman.